# Emilio Pujol
Emilio Pujol Vilarrubí (La Granadella, de la provincia de Lérida, 7 de abril de 1886-Barcelona, 15 de noviembre de 1980) fue un músico español de música clásica, guitarrista y vihuelista, así como compositor y musicólogo.

## Biografía
Nacido en La Granadella, en la provincia de Lérida, pasa a vivir en Barcelona con su familia en 1894 con objeto de preparase para el ingreso en la Escuela de Ingenieros Industriales, pero en 1905 se matricula en la escuela municipal de música de la ciudad, para estudiar solfeo y bandurria. La balanza empezó a inclinarse hacia la carrera musical cuando con doce años hizo un viaje a París con los integrantes de la Estudiantina Universitaria, que actuó ante el presidente de la República Francesa. El éxito alcanzado le movió a dejar sus estudios en la Universidad para concentrarse en la música. Los pasos siguientes los sigue de la mano de Francisco Tárrega del que llegaría a ser su discípulo predilecto. Pero amplía su formación con Agustín Campo en Madrid y de nuevo en Barcelona con Vicente María de Gibert, para debutar con un recital en el Círculo Tradicionalista de Lérida en 1907. Dos años después se instaló en Madrid, donde fue presentado en un concierto privado al rey Alfonso XIII y a la reina Victoria.
A partir de esos años inicia sus actuaciones en diversos países, Londres es la puerta de salida que le llevará a una gira por Hispanoamérica. Más tarde serán los países europeos los escenarios de sus conciertos hasta que se casa con la guitarrista sevillana Matilde Cuevas. Para entonces Emilio Pujol ha ampliado el círculo de sus intereses con los consejos de Felipe Pedrell y del musicólogo francés Lionel de La Laurencie, al interesarse por la investigación musicológica en la que consigue su primer gran triunfo con la recuperación de la obra de los vihuelistas españoles de los siglos XVI y XVII, que presenta en París en 1927. Son los años de sus contactos y amistad con Miguel Llobet que se verán seguidos por los de su relación con Andrés Segovia. Y entre sus proyectos de recuperación del pasado figura la fundación del Concurso Internacional de Vihuela Matilde Cuevas en memoria de su primera esposa en la Accademia Musical Chigiana. Poco después, en 1963, se casó de nuevo, esta vez con la cantante portuguesa María Adelaide Robert. La tarea del intérprete se alterna en ese tiempo con la de compositor y arreglista y la del musicólogo como colaborador en este último apartado en el Instituto Español de Musicología del Consejo Superior de Investigaciones Científicas.
Hay una clara vinculación en su obra y en su acercamiento a la guitarra a los dos grandes nombres que le precedieron, el de su maestro Francisco Tárrega, al que rindió homenaje en diversas oportunidades y en su libro Tárrega: ensayo biográfico, el de Miguel Llobet, con el que completó la amistad personal con una amplia correspondencia. Y se advierte siempre su preocupación por el sonido y por el modo de lograrlo, algo que queda resumido en su trabajo El dilema del sonido en la guitarra, producido en el caso de Tárrega con las yemas de los dedos y, en el suyo, tras haber seguido un tiempo a su maestro, con las uñas. En la presentación de la obra comenta: "El timbre de la cuerda cambia sensiblemente según el procedimiento empleado, y como no cabe para unos mismos dedos la posibilidad de abarcar ambos procedimientos, el guitarrista debe adoptar uno de los dos: de ahí el dilema."

## Bibliografía complementaria

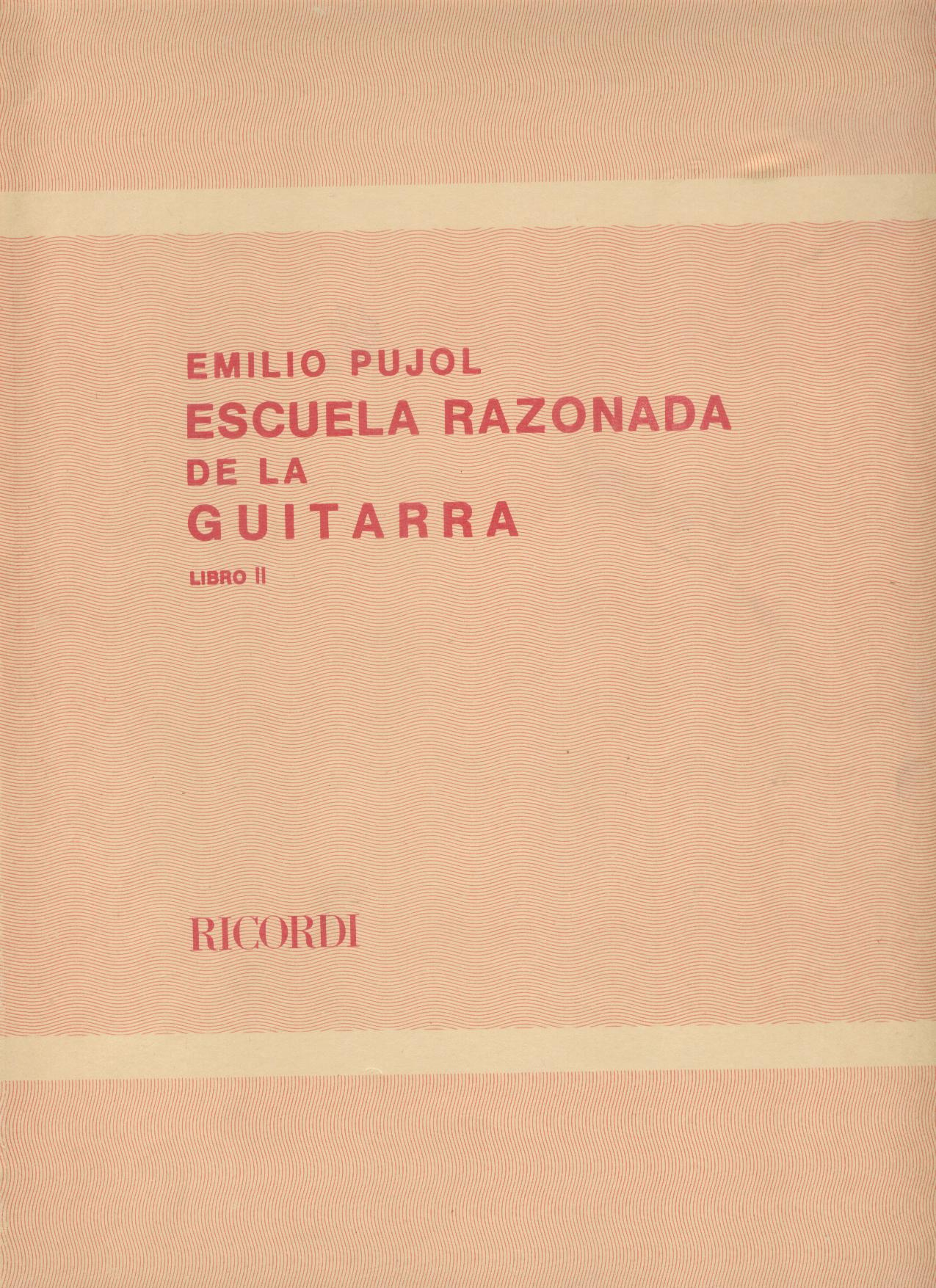
Portada de una edición de Ricordi del segundo tomo del método de guitarra de Pujol: Escuela razonada de la guitarra.